# ويليام وايت بنت
ويليام وايت بنت هو سياسي كندي، ولد في 1800، وتوفي في 22 أبريل 1866. انتخب عضو مجلس نواب نوفا سكوشا.